# San Román de Hornija
San Román de Hornija es un municipio y localidad española de la provincia de Valladolid, en la comunidad autónoma de Castilla y León. Ubicado en la comarca de Tierra del Vino, cuenta con una población de 301 habitantes (INE 2024).

## Geografía
Municipio situado en el oeste de la provincia de Valladolid lindando con la provincia de Zamora, términos de Toro y de Morales siguiendo el curso del río Bajoz; al sur con el río Duero que es el límite con Villafranca; al este con Castronuño y al norte con Pedrosa del Rey en la Autovía del Duero.

## Geografía humana

### Demografía
Cuenta con una población de 301 habitantes (INE 2024).
| Gráfica de evolución demográfica de San Román de Hornija entre 1842 y 2021 |
| |
| Población de derecho según los censos de población del INE Población de hecho según los censos de población del INEEn estos censos se denominaba San Román de la Hornija: 1842 y 1857 |

### Economía
Es tierra de vinos, el cultivo de la vid se ha multiplicado y sus vinos están dando mucho que hablar en este municipio incluido en la Denominación de Origen Toro. Los suelos son de textura arenosa, con elementos gruesos y grava en proporciones variables. Son fáciles de trabajar, además de calientes, provocando una maduración de las uvas más temprana. Poseen una buena capacidad para absorber el agua de la lluvia y retenerla en las profundidades.

## Cultura

### Patrimonio

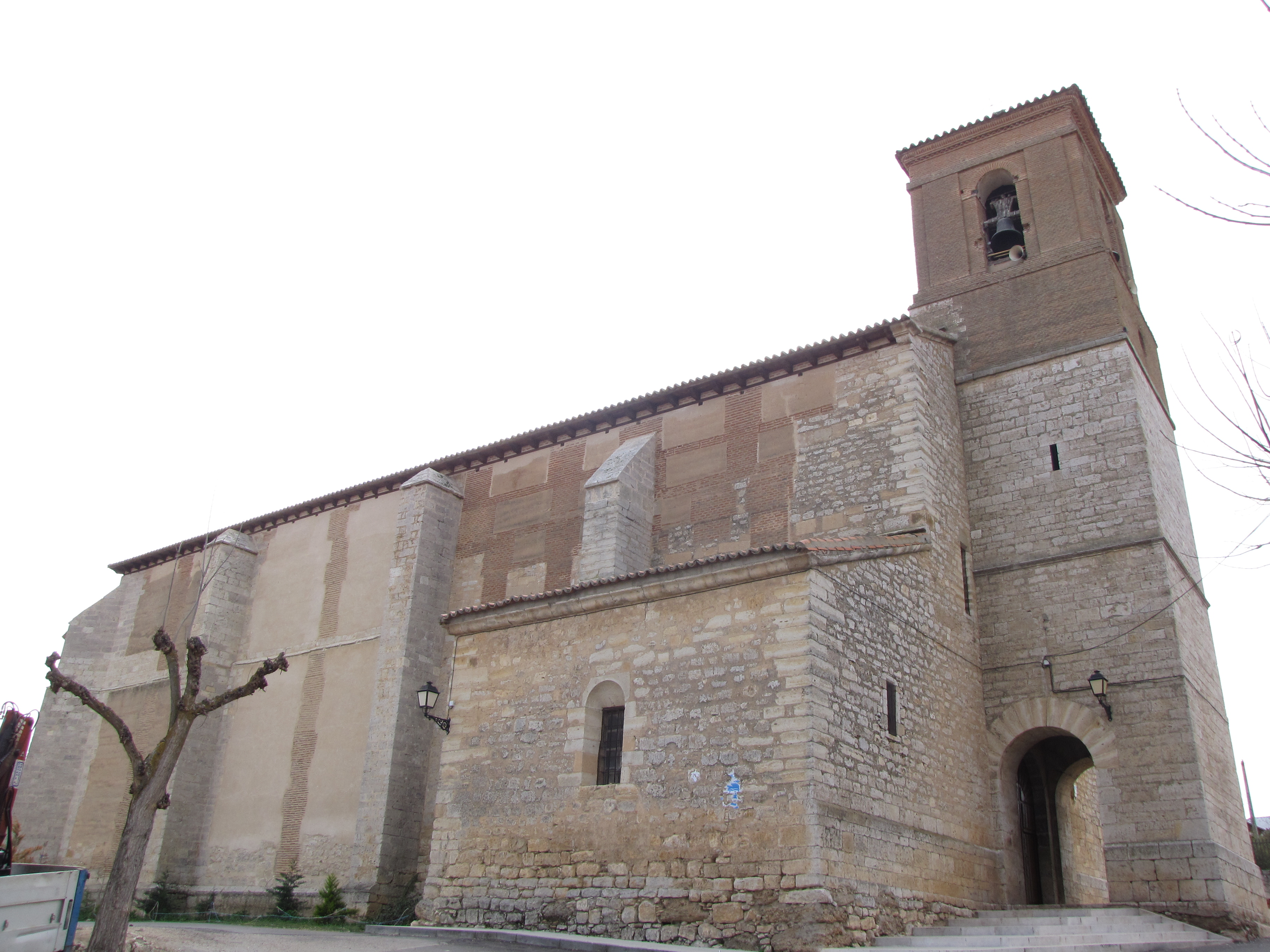
Vista de la iglesia de San Román

Iglesia parroquial de San RománSe asienta sobre un antiguo monasterio fundado por Chindasvinto, reedificado en el siglo X en estilo mozárabe, de esta primera época se conservan seis capiteles visigodos y una columna mozárabe. La actual iglesia es una construcción barroca de una sola nave, en donde destaca su torre-pórtico. En ella están enterrados el rey visigodo Chindasvinto y su esposa Reciberga.
Yacimiento tipo 'Cogotas I' en el término de La RequejadaExcavado en 1972, fue identificado con la cultura de Cogotas I, encuadrada dentro del Bronce Final. Se descubrió una inhumación con tres esqueletos; en el ajuar se encontró una fíbula de codo tipo Ría de Huelva, un prisma de plata, el esqueleto de un conejo, un espiraliforme y numerosa cerámica, incluyendo fragmentos decorados con la técnica del boquique. De estructuras arquitectónicas solo se hallaron tres hogares aislados.

### Fiestas

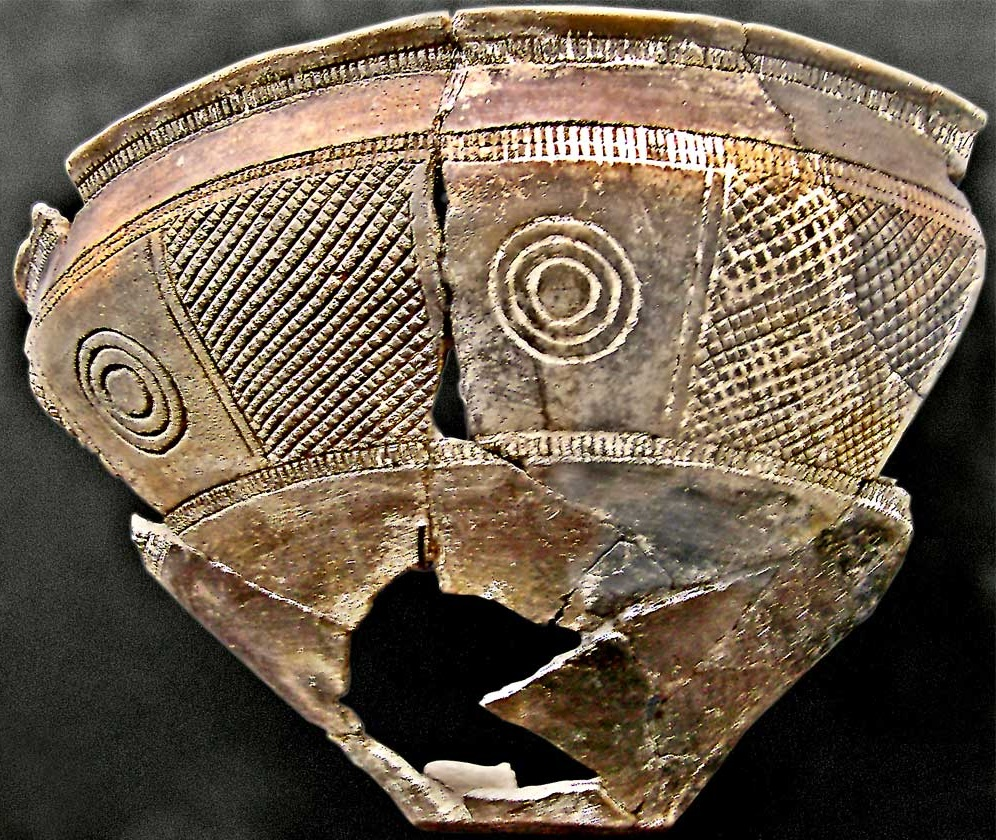
Cerámica de boquique de la cultura Cogotas I procedente de la localidad, depositada en el Museo de Valladolid

Durante el mes de agosto, del 13 al 18, se celebran las fiestas en honor de san Roque y a Nuestra Señora de la Asunción. A lo largo de estos seis días tienen lugar numerosos festejos taurinos con novillos y vaquillas, grandes verbenas y un sinfín de actividades que aseguran la diversión de niños y mayores hasta altas horas de la madrugada. 
Las numerosas peñas existentes contribuyen al ambiente de fiesta y alegría que acompaña a las grandes fiestas de Nuestra Señora y San Roque.

### En el cine
La película Derechos del Hombre, dirigida por Juan Rodrigáñez (2018), se rodó íntegramente en San Román de Hornija, con participación de algunos vecinos y vecinas.